# Microstegium japonicum
Microstegium japonicum är en gräsart som först beskrevs av Friedrich Anton Wilhelm Miquel, och fick sitt nu gällande namn av Gen-Iti Koidzumi. Microstegium japonicum ingår i släktet Microstegium och familjen gräs. Inga underarter finns listade i Catalogue of Life.